# Wereldkampioenschappen noords skiën 1993
De wereldkampioenschappen noords skiën 1993 werden van 19 februari tot en met 28 februari 1993 gehouden in Falun, Zweden. Dit was de derde keer dat Falun het wereldkampioenschap mocht organiseren (1954, 1974). Op dit wereldkampioenschap werd de dubbele achtervolging bij het langlaufen geïntroduceerd. De atleten moesten op de eerste dag een proef in de klassieke interval stijl skiën (10 km:mannen, 5 km: vrouwen) en de volgende dag een achtervolging in vrije stijl (15 km:mannen, 10 km: vrouwen).

## Medailles

### Langlaufen

#### Mannen
| Onderdeel                           | Goud | Goud                                                    | Zilver | Zilver                                                          | Brons | Brons                                                               |
| ----------------------------------- | ---- | ------------------------------------------------------- | ------ | --------------------------------------------------------------- | ----- | ------------------------------------------------------------------- |
| 10 km klassiek                      | NOR  | Sture Sivertsen                                         | KAZ    | Vladimir Smirnov                                                | NOR   | Vegard Ulvang                                                       |
| 10 km + 15 km dubbele achtervolging | NOR  | Bjørn Dæhlie                                            | KAZ    | Vladimir Smirnov                                                | ITA   | Silvio Fauner                                                       |
| 30 km klassiek                      | NOR  | Bjørn Dæhlie                                            | NOR    | Vegard Ulvang                                                   | KAZ   | Vladimir Smirnov                                                    |
| 50 km vrije stijl                   | SWE  | Torgny Mogren                                           | FRA    | Hervé Balland                                                   | NOR   | Bjørn Dæhlie                                                        |
|                                     |      |                                                         |        |                                                                 |       |                                                                     |
| 4 × 10 km estafette                 | NOR  | Sture Sivertsen Vegard Ulvang Terje Langli Bjørn Dæhlie | ITA    | Maurilio De Zolt Marco Albarello Giorgio Vanzetta Silvio Fauner | RUS   | Andrej Kirilov Igor Badamtsjin Aleksej Prokoerorov Michail Botvinov |

#### Vrouwen
| Onderdeel                          | Goud | Goud                                                           | Zilver | Zilver                                                             | Brons | Brons                                                        |
| ---------------------------------- | ---- | -------------------------------------------------------------- | ------ | ------------------------------------------------------------------ | ----- | ------------------------------------------------------------ |
| 5 km klassiek                      | RUS  | Larisa Lazoetina                                               | RUS    | Ljoebov Jegorova                                                   | NOR   | Trude Dybendahl                                              |
| 5 km + 10 km dubbele achtervolging | ITA  | Stefania Belmondo                                              | RUS    | Larisa Lazoetina                                                   | RUS   | Ljoebov Jegorova                                             |
| 15 km klassiek                     | RUS  | Jelena Välbe                                                   | FIN    | Marja-Liisa Kirvesniemi                                            | FIN   | Marjut Rolig                                                 |
| 30 km vrije stijl                  | ITA  | Stefania Belmondo                                              | ITA    | Manuela Di Centa                                                   | RUS   | Ljoebov Jegorova                                             |
|                                    |      |                                                                |        |                                                                    |       |                                                              |
| 4 × 5 km estafette                 | RUS  | Jelena Välbe Larisa Lazoetina Nina Gavriljoek Ljoebov Jegorova | ITA    | Gabriella Paruzzi Bice Vanzetta Manuela Di Centa Stefania Belmondo | NOR   | Trude Dybendahl Inger Helene Nybråten Anita Moen Elin Nilsen |

### Noordse combinatie
| Onderdeel       | Goud | Goud                                    | Zilver | Zilver                                                  | Brons | Brons                                     |
| --------------- | ---- | --------------------------------------- | ------ | ------------------------------------------------------- | ----- | ----------------------------------------- |
| 15 km Gundersen | JPN  | Kenji Ogiwara                           | NOR    | Knut Tore Apeland                                       | NOR   | Trond Einar Elden                         |
|                 |      |                                         |        |                                                         |       |                                           |
| 3 x 10 km team  | JPN  | Takanori Kono Masashi Abe Kenji Ogiwara | NOR    | Trond Einar Elden Knut Tore Apeland Fred Børre Lundberg | GER   | Thomas Dufter Jens Deimel Hans-Peter Pohl |

### Schansspringen
| Onderdeel         | Goud | Goud                                                       | Zilver   | Zilver                                                   | Brons | Brons                                                           |
| ----------------- | ---- | ---------------------------------------------------------- | -------- | -------------------------------------------------------- | ----- | --------------------------------------------------------------- |
| Normale schans    | JPN  | Masahiko Harada                                            | AUT      | Andreas Goldberger                                       | CZE   | Jaroslav Sakala                                                 |
| Grote schans      | NOR  | Espen Bredesen                                             | CZE      | Jaroslav Sakala                                          | AUT   | Andreas Goldberger                                              |
| Team grote schans | NOR  | Bjørn Myrbakken Helge Brendryen Øyvind Berg Espen Bredesen | CZE SVK¹ | František Jež Jiří Parma Jaroslav Sakala Martin Švagerko | AUT   | Ernst Vettori Heinz Kuttin Stefan Horngacher Andreas Goldberger |

¹Tsjechië en Slowakije waren een gecombineerd team ondanks dat de landen een overeenkomst hadden om op te splitsen uit Tsjecho-Slowakije op 25 november 1992. De splitsing van de landen was overeengekomen nadat het team was geselecteerd voor de wereldkampioenschappen.

### Medailleklassement
| Plaats | Land       | Goud | Zilver | Brons | Totaal |
| 1      | Noorwegen  | 6    | 3      | 5     | 14     |
| 2      | Rusland    | 3    | 2      | 3     | 8      |
| 3      | Japan      | 3    | 0      | 0     | 3      |
| 4      | Italië     | 2    | 3      | 1     | 6      |
| 5      | Zweden     | 1    | 0      | 0     | 1      |
| 6      | Kazachstan | 0    | 2      | 1     | 3      |
| 7      | Tsjechië   | 0    | 2¹     | 1     | 3      |
| 8      | Oostenrijk | 0    | 1      | 2     | 3      |
| 9      | Finland    | 0    | 1      | 1     | 2      |
| 10     | Frankrijk  | 0    | 1      | 0     | 1      |
| 11     | Slowakije  | 0    | 1¹     | 0     | 1      |
| 12     | Duitsland  | 0    | 0      | 1     | 1      |
| Totaal | Totaal     | 15   | 15     | 15    | 45     |

¹Tsjechië en Slowakije waren een gecombineerd team ondanks dat de landen een overeenkomst hadden om op te splitsen uit Tsjecho-Slowakije op 25 november 1992. De splitsing van de landen was overeengekomen nadat het team was geselecteerd voor de wereldkampioenschappen.